# Formele semantiek
Formele semantiek is de overkoepelende naam voor de manier waarop zowel de semantiek en de logica als de gewone taal en de formele taalm bijvoorbeeld computertaal, worden beschreven. Aan de basis van al deze systemen ligt hetzelfde, namelijk het gebruik van bepaalde reeksen symbolen, bijvoorbeeld een alfabet, waaraan door middel van interpretatie een betekenis wordt toegekend. Met behulp hiervan kunnen zowel alle natuurlijke talen alsook programmeertalen, codes enzovoort worden beschreven en ontcijferd.
Er wordt in de logica verder steeds uitgegaan van bepaalde premissen, presupposities en axioma's. Op basis hiervan wordt met behulp van transformatieregels naar een conclusie toegewerkt.
De kloof tussen de logica en de linguïstiek is door met name Richard Montague overbrugd. Deze taalfilosoof wordt wel beschouwd als de grondlegger van de formele semantiek. In de door Montague ontworpen grammatica zijn alle zinnen gemodelleerd. Dit systeem was grotendeels gebaseerd op het eerder door Gottlob Frege alternatieve schriftsysteem, waarbij was uitgegaan van het idee dat een analyse van betekenis gegeven kan worden louter aan de hand van 1) de concepten waar door middel van symbolen naar verwezen wordt en 2) de waarheidscondities van deze termen. Niettemin vertoont dit door Frege bedachte en door Montague verder uitgewerkte systeem enkele fundamentele gebreken. Zo volgt er bijvoorbeeld uit dat in het zinspaar Ik zie een man - Hij draagt een hoed de betekenis van de anafoor hij in de tweede zin volledig los zou staan van de eerste zin.
Er zijn om de semantiek van formele talen te beschrijven nog meer benaderingen ontwikkeld, waar onder andere Alfred Tarski en Donald Davidson aan hebben meegewerkt.